# Türkische Botschaft in Berlin

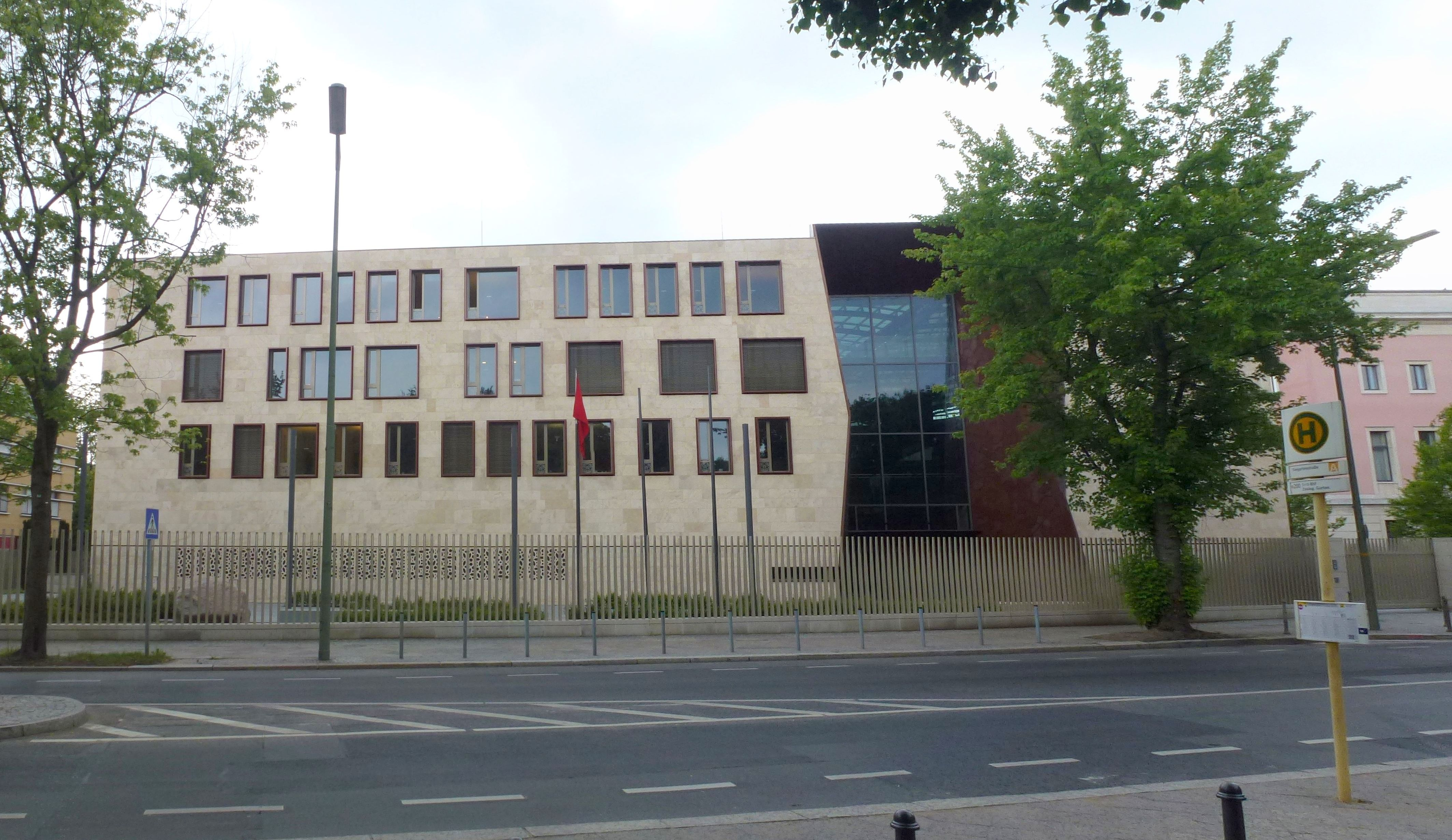
Neubau der türkischen Botschaft am alten Standort, rechts daneben die italienische Botschaft

Die türkische Botschaft in Berlin (offiziell: Botschaft der Republik Türkei Berlin; türkisch Türkiye Cumhuriyeti Berlin Büyükelçiliği oder T.C. Berlin Büyükelçiliği) ist die diplomatische Vertretung der Republik Türkei in der Bundesrepublik Deutschland. Sie ist die größte Auslandsvertretung des Landes weltweit und verfügt über mehrere Generalkonsulate und Honorarkonsulate in Deutschland.
Seit dem 26. Februar 2025 ist Gökhan Turan Botschafter.

## Lage

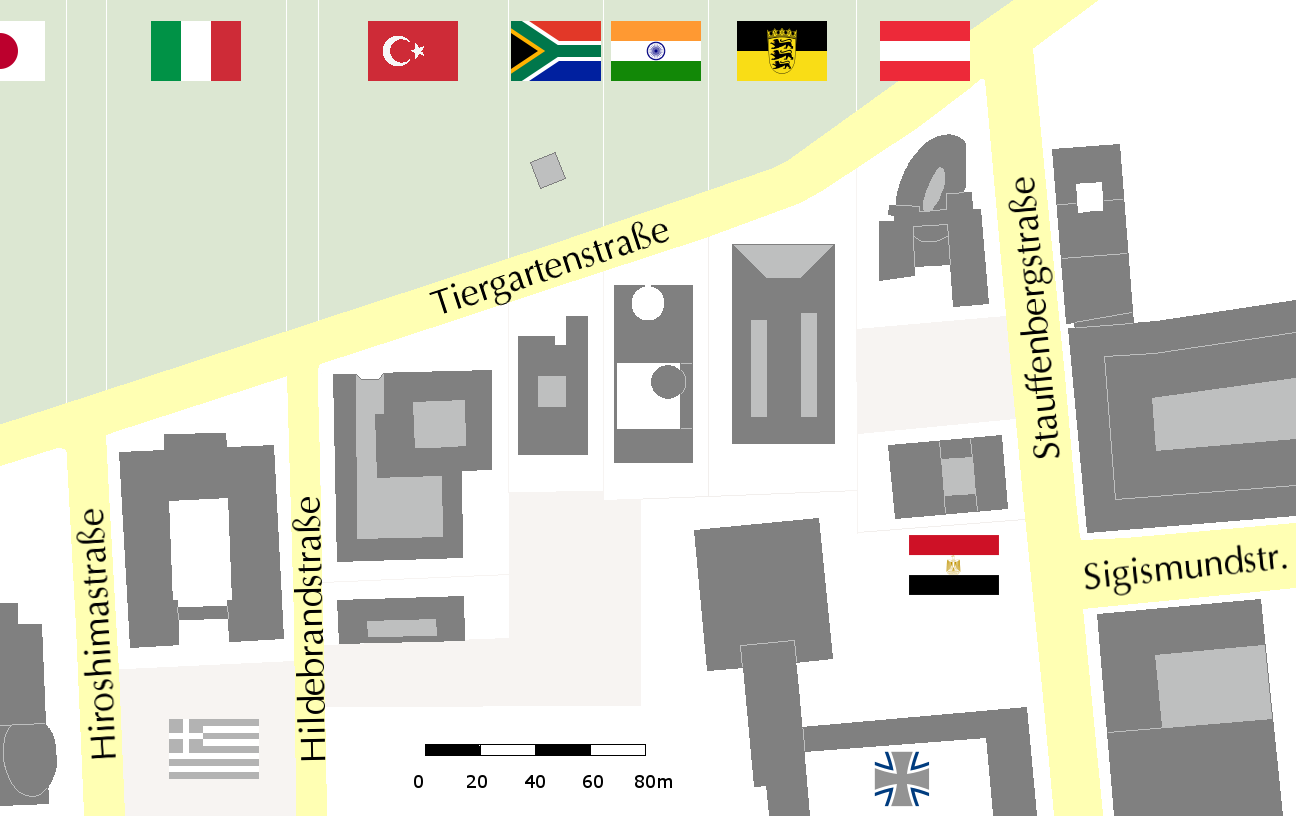
Lage der Botschaft

Das Gebäude in der Tiergartenstraße 19–21 im Berliner Botschaftsviertel südlich des Tiergartens im gleichnamigen Ortsteil des Bezirks Mitte befindet sich am alten Standort der Vertretung, den die Botschaft von 1918 bis 1945 besaß.
Es steht zwischen der südafrikanischen und der italienischen Botschaft.

## Geschichte der diplomatischen Beziehungen

### Anfänge im 16. Jahrhundert
Seit dem frühen 16. Jahrhundert bestand eine Gesandtschaft der römisch-deutschen Kaiser an der Hohen Pforte, andere deutsche Staaten unterhielten diplomatische Beziehungen mit dem Osmanischen Reich in Form von Agenturen oder Konsulaten, die nach und nach zu akkreditierten Gesandtschaften umgewandelt wurden, wie in Sachsen (ab 1712), Preußen (ab 1756) oder in den freien Hansestädten (ab 1841).

### Im 19. und beginnenden 20. Jahrhundert
Intensiviert wurden die gegenseitigen Beziehungen vor allem mit der Gründung des Deutschen Reiches ab 1871.
Der türkische Generalkonsul hatte in Berlin (so im Jahr 1890) seinen Wohn- und Arbeitssitz in der Gertraudenstraße 16.
Später erwarb das Osmanische Reich ein Baugelände in der Tiergartenstraße 19 und baute darauf nach heimischen Architektenentwürfen ihr Botschaftsgebäude. Die Botschaft hatte hier seit 1918 ihren Standort. Im August 1944 beendete die Türkei die diplomatischen Beziehungen und erklärte im Februar 1945 dem Deutschen Reich den Krieg. Das Botschaftsgebäude fiel in den letzten Tagen des Zweiten Weltkriegs den Kriegshandlungen zum Opfer und wurde später aufgegeben. Die Ruine blieb stehen und wurde schrittweise von der Natur zurückerobert.

### Nach dem Zweiten Weltkrieg bis in die 1990er Jahre
Die Türkei und die Bundesrepublik Deutschland nahmen am 21. Juni 1952 diplomatische Beziehungen auf. In der damaligen Bundeshauptstadt Bonn blieb die Vertretung, verbunden mit mehreren Umzügen, bis zum Jahr 1999.

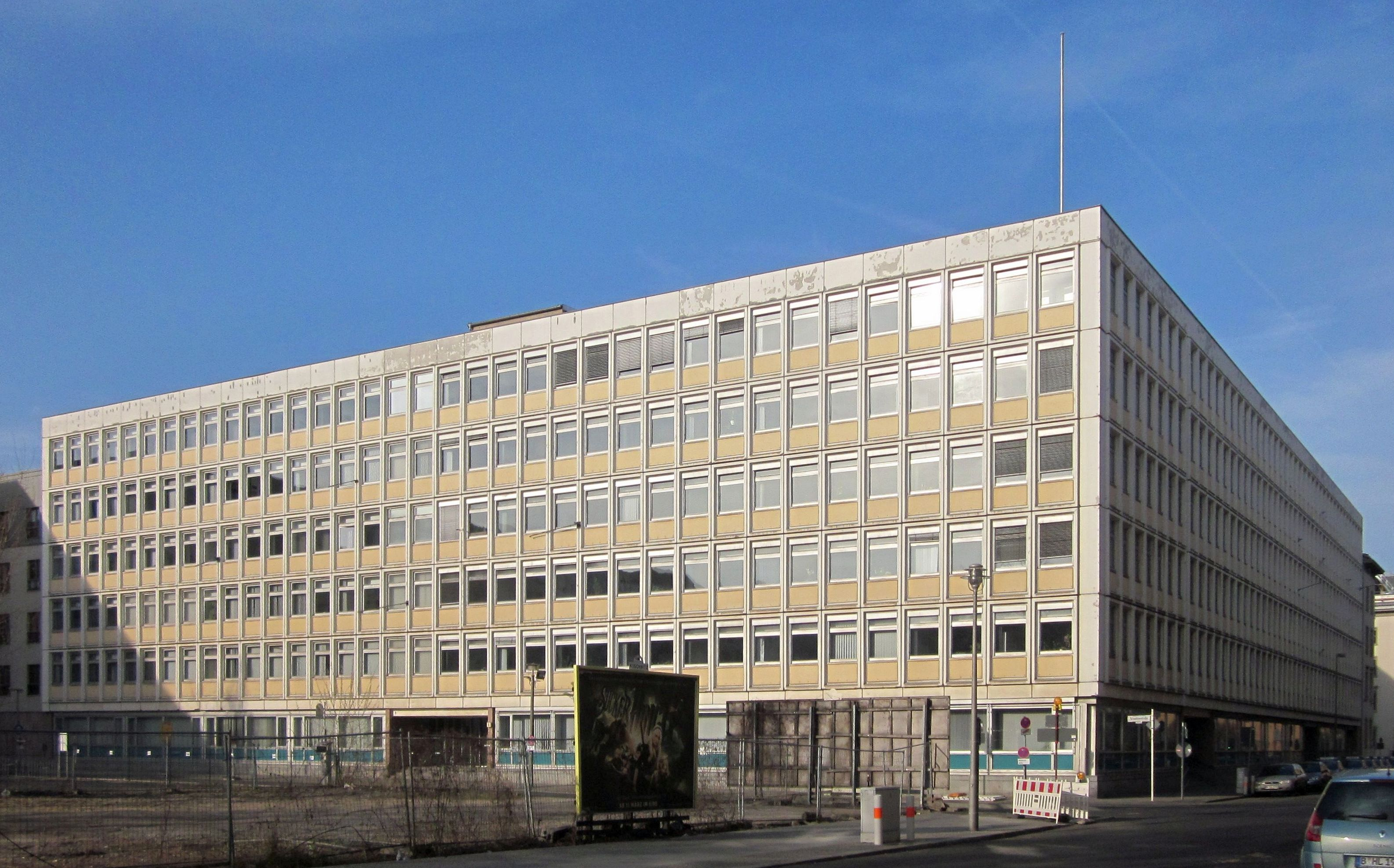
Botschaftsgebäude Schadowstraße in Ost-Berlin

Die Türkei und die DDR nahmen am 1. Juni 1974 diplomatische Beziehungen auf. Die Botschaft befand sich in der Schadowstraße 6 im Stadtbezirk Mitte in Ost-Berlin in einem vom DDR-Architekten Roland Korn entworfenen Gebäude, in dem auch andere ausländische Vertretungen untergebracht waren.
Der Regierungsumzug nach Berlin veranlasste die türkische Regierung, sich in der deutschen Hauptstadt nach einem geeigneten Standort für ihre Diplomaten umzusehen. Die Kriegsruine in der Tiergartenstraße wurde in einigen Teilen wieder hergestellt und diente ab etwa 1991 als Konsulat in Berlin.

### Im 21. Jahrhundert
Als Botschaftsgebäude konnte ein im Jahr 1999 im Auftrag einer Bank errichtetes Haus in der Rungestraße 9 in Berlin-Mitte bezogen werden. Das Kanzleigebäude befand sich zu dieser Zeit gerade im Stadium der Fertigstellung, sodass die Innengestaltung eingepasst werden konnte und mit Einschränkungen auch die Sicherheitsanforderungen erfüllt wurden. Äußerlich unterschied sich das Kanzleigebäude jedoch nicht von einem üblichen Bürohaus und ließ seine Funktion nicht deutlich werden. Es genügte auf Dauer den Ansprüchen der Diplomaten nicht, sodass ein Neubau auf dem Gelände des bisherigen Konsulats beschlossen wurde. Damit beanspruchte die Türkei den Grundbesitz ihrer früheren Botschaft in der Tiergartenstraße 19 und kaufte noch ein Nachbargrundstück hinzu. So entstand ein rund 9000 m² großes Grundstück im Tiergartenviertel, auf dem unter Einbindung von Teilen des alten Botschaftsgebäudes etwas Neues entstehen sollte.

## Neubau im Botschaftsviertel
Im Januar 2007 schrieb die Türkei einen Wettbewerb aus, zu dem 143 Beiträge eingingen, um am neuen Standort 6405 m² Nettonutzfläche (ohne Verkehrsfläche) zu schaffen. Die noch bestehenden Kellerräume der alten Botschaft sollten integriert werden.
Der Gewinnerentwurf des Wettbewerbs sah einen Bau mit zwei viergeschossigen Flügelbauten und einem verbindenden Atrium vor. Die beiden Flügel sollten laut den Architekten die Lage der Türkei auf zwei Kontinenten symbolisieren, ebenso wie die Mittlerposition zwischen Orient und Okzident. Der linke Flügel sollte traditionelle türkische, der rechte deutsche und Berliner Motive erhalten. Der Einbau einzelner Teile des Vorgängerbaus aus Bonn – wie beispielsweise der Eingangstür – war ebenso geplant wie die Verwertung von Resten des osmanischen Baus aus der Vorkriegszeit. Aufgrund der Ähnlichkeiten mit dem Bundeskanzleramt, ebenfalls ein Bau mit zwei vorragenden Seitenflügeln und einem verbindenden Mittelteil, verspottete die Berliner Presse das Gebäude als „Bündüskünzlürümt“, was wiederum für Verstimmungen bei einer türkischen Zeitung sorgte.
Nach einigen Verzögerungen fand die Grundsteinlegung im Sommer 2011 statt, wobei nicht der Siegerentwurf umgesetzt wurde, sondern der drittplatzierte Entwurf.  Die Kosten des Neubaus betrugen rund 30 Millionen Euro.
Das neue Botschaftsgebäude wurde am 30. Oktober 2012, dem türkischen Nationalfeiertag, vom türkischen Ministerpräsidenten Recep Tayyip Erdoğan zusammen mit dem deutschen Außenminister Guido Westerwelle und 2000 Gästen offiziell eröffnet.

## Architektur
Das Gebäude besteht aus zwei Teilen, die durch ein gläsernes Atrium miteinander verbunden sind und besitzt eine Fassade aus Kalkstein. Das Portal aus Kupfer ist mehrere Etagen hoch und wird bei Dunkelheit angestrahlt. Die Foyerwände haben ein Girih-Muster.

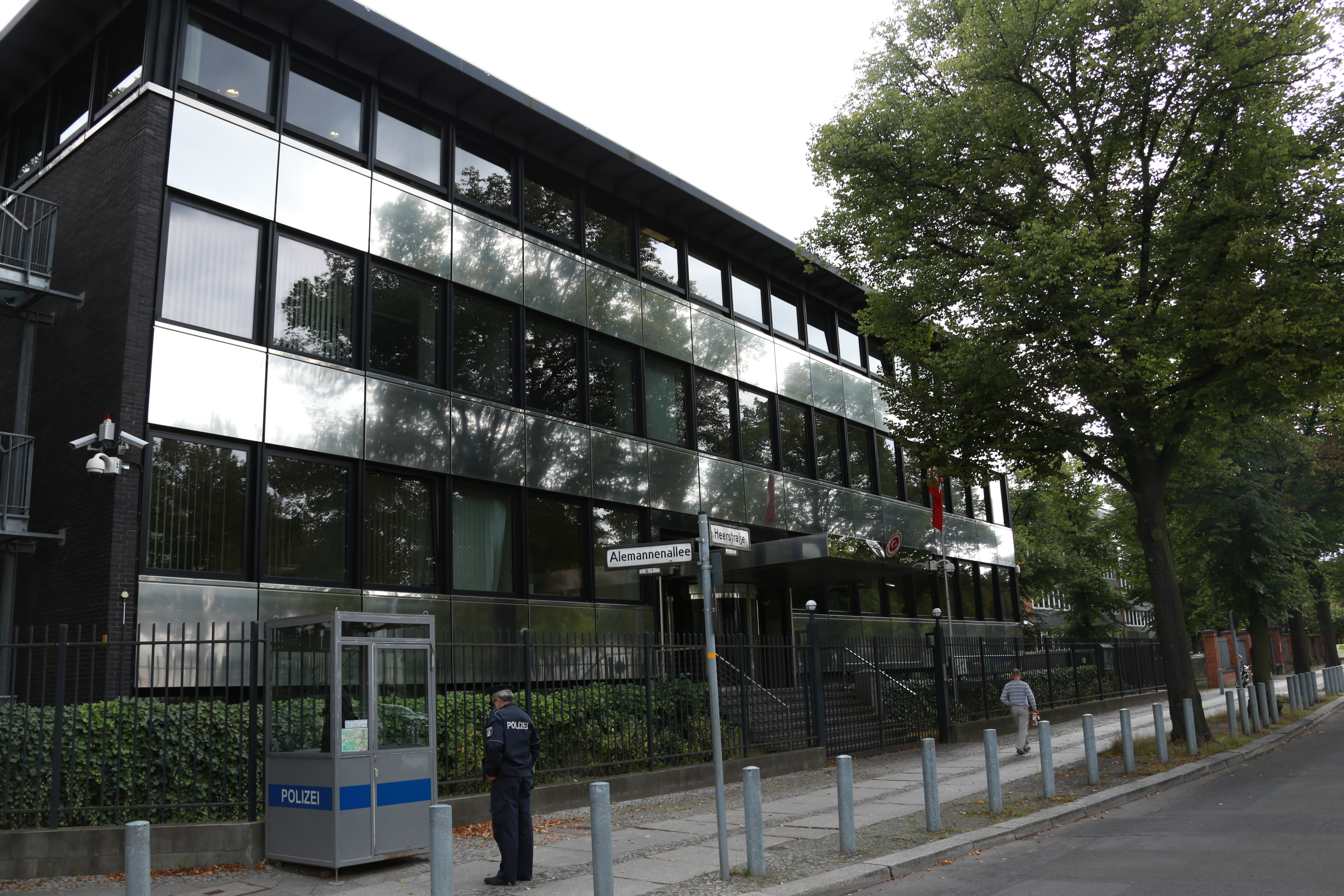
Generalkonsulat in Berlin-Westend

Es gibt einen Festsaal für 1400 Personen.

## Organisation der diplomatischen Arbeit
Die türkische Botschaft in Berlin beschäftigt rund 100 Mitarbeiter. Das Generalkonsulat Berlin befindet sich an der Heerstraße 21 in Berlin-Westend.